# Here You Come Again
Here You Come Again är ett album av Dolly Parton, släppt 1977. På albumet låg bland annat hennes hitsingel "Here You Come Again", som nådde placeringen #3 på USA:s poplistor i början av 1978. Både albumet och singeln toppade USA:s countrylistor, och fick en Grammy. "Here You Come Again"' är ett exempel på en hitlåt av Dolly Parton som hon inte skrev själv, då den skrevs av låtskrivarparet Barry Mann och Cynthia Weil. Förutom fyra sånger som Dolly Parton skrivit själv, finns på albumet också sånger skrivna av Bobby Goldsboro, John Sebastian, och Kenny Rogers. 
Förutom titelspåret placerade sig den av Dolly Parton skrivna sånger "Two Doors Down" på såväl USA:s pop- som countrylistor, och Dolly Parton gjorde en nyinspelning av sånger som en poplåt, flera månader efter albumsläppet, och den nya versionen lades på senare lanseringar av albumet. Hitsingeln var också sångens nya popversion. Den släpptes med "It's All Wrong, but It's All Right" som dubbel A-sidesingel i april 1978, och nådde placeringen #1 på USA:s countrylistor, och placerade sig bland de 20 bästa på USA:s poplistor. Sången hade också blivit en tio-i-topp-countryhit för nykomlingen Zella Lehr tidigare under 1978.
Med albumets framgång kulminerade Dolly Partons försök att nå popframgångar. De första reaktionerna var blandade, många kritiker och fans tyckte sämre om albumet, även om det var Dolly Partons dittills försäljningsmässigt mest framgångsrika album, och hennes första att sälja över en miljon exemplar.

## Låtlista
1. "Here You Come Again" (Barry Mann/Cynthia Weil)
2. "Baby, Come Out Tonight" (McCord)
3. "It's all Wrong But It's All Right" (Dolly Parton)
4. "Me and Little Andy" (Dolly Parton)
5. "Lovin' You" (John Sebastian)
6. "The Cowgirl and the Dandy" (Bobby Goldsboro)
7. "Two Doors Down" (Dolly Parton)
8. "God's Coloring Book" (Dolly Parton)
9. "As Soon as I Touched Him"
10. "Sweet Music Man" (Kenny Rogers)

### Fotnoter
1. ↑  Länk